# 1968年夏季奧林匹克運動會摔跤比賽
1968年夏季奥林匹克运动会摔跤比赛共分为16个男子小项，古典式和自由式各8个。

## 奖牌得主

### 自由式
| 项目         | 金牌                                 | 银牌                             | 铜牌                                     |
| 52公斤级     | 中田茂男 · 日本（JPN）               | 里克·桑德斯 · 美国（USA）        | Chimedbazaryn Damdinsharav · 蒙古（MGL） |
| 57公斤级     | 上武洋次郎 · 日本（JPN）             | 唐纳德·贝姆 · 美国（USA）        | Aboutaleb Talebi · 伊朗（IRI）           |
| 63公斤级     | 金子正明 · 日本（JPN）               | Enyu Todorov · 保加利亚（BUL）   | Shamseddin Seyed-Abbasi · 伊朗（IRI）    |
| 70公斤级     | Abdollah Movahed · 伊朗（IRI）       | Enyu Valchev · 保加利亚（BUL）   | Danzandarjaagiin Sereeter · 蒙古（MGL）  |
| 78公斤级     | 马哈茂德·阿塔莱 · 土耳其（TUR）      | 达尼埃尔·罗班 · 法国（FRA）      | Tömöriin Artag · 蒙古（MGL）             |
| 87公斤级     | Boris Michail Gurevich · 苏联（URS） | 吉格吉德·芒可巴特 · 蒙古（MGL）  | 普罗丹·加尔杰夫 · 保加利亚（BUL）        |
| 97公斤级     | 艾哈迈德·阿耶克 · 土耳其（TUR）      | Shota Lomidze · 苏联（URS）      | 乔塔里·约瑟夫 · 匈牙利（HUN）            |
| 97公斤以上级 | Aleksandr Medved · 苏联（URS）       | Osman Duraliev · 保加利亚（BUL） | 维尔弗里德·迪特里希 · 西德（FRG）        |

### 古典式
| 项目         | 金牌                            | 银牌                            | 铜牌                                  |
| 52公斤级     | Petar Kirov · 保加利亚（BUL）   | Vladimir Bakulin · 苏联（URS）  | 米罗斯拉夫·泽曼 · 捷克斯洛伐克（TCH） |
| 57公斤级     | János Varga · 匈牙利（HUN）     | 扬·巴丘 · 罗马尼亚（ROU）       | Ivan Kochergin · 苏联（URS）          |
| 63公斤级     | Roman Rurua · 苏联（URS）       | 藤本英男 · 日本（JPN）          | 西米翁·波佩斯库 · 罗马尼亚（ROU）     |
| 70公斤级     | 宗村宗二 · 日本（JPN）          | 斯特万·霍瓦特 · 南斯拉夫（YUG） | Petros Galaktopoulos · 希腊（GRE）    |
| 78公斤级     | 鲁道夫·费斯佩尔 · 东德（GDR）   | 达尼埃尔·罗班 · 法国（FRA）     | 鲍伊科·卡罗伊 · 匈牙利（HUN）         |
| 87公斤级     | 洛塔尔·梅茨 · 东德（GDR）       | Valentin Oleynik · 苏联（URS）  | 布拉尼斯拉夫·西米奇 · 南斯拉夫（YUG） |
| 97公斤级     | Boyan Radev · 保加利亚（BUL）   | Nikolai Yakovenko · 苏联（URS） | 尼古拉·马丁内斯库 · 罗马尼亚（ROU）   |
| 97公斤以上级 | 科兹马·伊什特万 · 匈牙利（HUN） | 阿纳托利·罗希钦 · 苏联（URS）   | 彼得·克门特 · 捷克斯洛伐克（TCH）     |

## 奖牌榜
| 排名                      | 国家 / 地区               | 金牌 | 銀牌 | 銅牌 | 总计 |
| ------------------------- | ------------------------- | ---- | ---- | ---- | ---- |
| 1                         | 日本（JPN）               | 4    | 1    | 0    | 5    |
| 2                         | 苏联（URS）               | 3    | 5    | 1    | 9    |
| 3                         | 保加利亚（BUL）           | 2    | 3    | 1    | 6    |
| 4                         | 匈牙利（HUN）             | 2    | 0    | 2    | 4    |
| 5                         | 东德（GDR）               | 2    | 0    | 0    | 2    |
| 5                         | 土耳其（TUR）             | 2    | 0    | 0    | 2    |
| 7                         | 伊朗（IRI）               | 1    | 0    | 2    | 3    |
| 8                         | 法国（FRA）               | 0    | 2    | 0    | 2    |
| 8                         | 美国（USA）               | 0    | 2    | 0    | 2    |
| 10                        | 蒙古（MGL）               | 0    | 1    | 3    | 4    |
| 11                        | 罗马尼亚（ROU）           | 0    | 1    | 2    | 3    |
| 12                        | 南斯拉夫（YUG）           | 0    | 1    | 1    | 2    |
| 13                        | 捷克斯洛伐克（TCH）       | 0    | 0    | 2    | 2    |
| 14                        | 西德（FRG）               | 0    | 0    | 1    | 1    |
| 14                        | 希腊（GRE）               | 0    | 0    | 1    | 1    |
| 总计（共15个国家 / 地区） | 总计（共15个国家 / 地区） | 16   | 16   | 16   | 48   |

## 参赛国家和地区
本赛共有来自46个国家和地区的297名运动员参加：
- 阿富汗（5）
- 阿根廷（3）
- （3）
- 奥地利（1）
- 比利时（2）
- 保加利亚（16）
- 加拿大（7）
- 古巴（3）
- 捷克斯洛伐克（6）
- 丹麦（3）
- （2）
- 厄瓜多尔（2）
- 埃及（4）
- 芬兰（9）
- 法国（4）
- 东德（10）
- 西德（11）
- 英国（4）
- 希腊（8）
- 危地马拉（5）
- 匈牙利（13）
- 印度（4）
- 伊朗（9）
- 伊拉克（1）
- 意大利（5）
- 日本（15）
- 黎巴嫩（2）
- 韩国（8）
- 墨西哥（12）
- 蒙古（8）
- 摩洛哥（4）
- 挪威（3）
- 巴基斯坦（2）
- 巴拿马（2）
- 菲律宾（4）
- 波兰（12）
- 葡萄牙（4）
- 罗马尼亚（12）
- 苏联（16）
- 瑞典（7）
- 瑞士（3）
- 叙利亚（2）
- 土耳其（16）
- 美国（16）
- 南斯拉夫（8）[2]